# Magistralni put 42
Die Magistralni put 42 ist eine Bundesstraße in Serbien. Sie beginnt in Čukarka an der Autoput A1 und führt in nordwestlicher Richtung über Preševo nach Depce an der serbisch-kosovarischen Grenze. Auf serbische Seite führt die Bundesstraße weiter über die Städte Gjilan und Gračanica bis nach Čaglavica, da Serbien den Kosovo als eigenes Staatsgebiet betrachtet. Auf kosovarischer Seite ist sie Teil der Nationalstraße M-25.2.